# Shall We Dansu? (película)
Shall We Dance? (Shall we ダンス? - Sharu wi Dansu??) es una película japonesa de 1996.  El título está basado en la canción "Shall We Dance?" del musical "El rey y yo" creado por Rodgers and Hammerstein's. Fue dirigida por Masayuki Suo.

## Argumento
La película comienza con un primer plano de la inscripción sobre el escenario en el salón de la torre de Blackpool: "Bid me discourse, I will enchant thine ear" (Oye mi discurso, que hará las delicias de tu oído), del poema Venus y Adonis, de William Shakespeare.  A medida que la cámara se expande en una panorámica de sala de baile y da una visión de los bailarines, una voz en off explica que en Japón, el baile de salón es considerado vergonzoso por algunos japoneses.
Shohei Sugiyama (Kōji Yakusho) es exitoso asalariado que tienes una casa en los suburbios; una esposa fiel y dedicada, Masako (Hideko Hara) y una hija adolescente Chikage, (Ayano Nakamura). Trabaja como contador para una empresa en Tokio. A pesar de estos signos externos de éxito, Sugiyama siente que su vida ha perdido el rumbo y cae en la depresión.
Una noche, mientras él regresaba a casa en el metro de Tokio, ve a una hermosa mujer con una expresión melancólica mirando desde una ventana en un estudio de baile. Se trata de Mai Kishikawa (Tamiyo Kusakari), una figura muy conocida en el circuito de baile de salón occidental. Sugiyama se enamora de ella y decide tomar lecciones con el fin de llegar a conocerla mejor.
Al comenzar las lecciones la vida de Sugiyama comienza a cambiar. En lugar de Mai, su maestra es Tamako Tamura (Reiko Kusamura), que se convierte en su mentora. Luego, Sugiyama se hace amigo de sus compañeros de clase: Tokichi Hattori (Yu Tokui) que se unió para impresionar a su mujer, y Masahiro Tanaka (Hiromasa Taguchi) que se unió a perder peso. También conoce a Toyoko Takahashi (Eriko Watanabe), otro instructor. Más adelante descubre que uno de sus colegas de trabajo Tomio Aoki (Naoto Takenaka) es también un alumno del estudio de baile. La gente del trabajo se burla de Aoki por causa de su carácter rígido y el hecho de que es calvo. Sin embargo, Aoki lleva una vida secreta como un bailarín de salón usando una peluca de pelo largo. 
A pesar de que Sugiyama está lejos de Mai en las clases su deseo de conocerla se hace cada vez más y más fuerte. A causa de que en las costumbres tradicionales japonesas el baile de salón es una práctica vergonzosa, Sugiyama no solo debe ocultar las lecciones de su esposa, él también debe ocultar a sus amigos y compañeros de trabajo.
Más tarde, Sugiyama invita a salir a Mai y ella lo rechaza basada en el hecho de que el baile de salón es algo muy importante para ella. Mai invita a Sugiyama a dejar las clases de baile si es que su objetivo es otro que el de bailar. Después de haber sido rechazado por Mai, Sugiyama descubre para su sorpresa que su pasión por el baile de salón es mayor que su enamoramiento con ella. Es más, el baile y no Mai, le da significado a su vida.
Masako, dándose cuenta del extraño comportamiento de su esposo, sospecha que él la está traicionando con otra mujer. Paranoica, Masako contrata a un detective privado para que siga a su esposo. Mientras tanto, Sugiyama entra en un concurso de baile para aficionados junto con sus compañeros de clase. En el concurso él encuentra su esposa, que está entre los espectadores. Sorprendido por esto, se tropieza y casi golpea a su pareja de baile en el suelo. A pesar de que es capaz de recuperar el equilibrio, accidentalmente rompe la falda del vestido de su pareja de baile. Sugiyama deja el concurso de baile. En el trabajo Tomio Aoki es ridiculizado cuando sus compañeros se enteran de que ganó el concurso al leer el periódico. En ese instante Sugiyama se levanta y les dice que no deben burlarse de algo que no entienden.
En casa, Masako trata de entender la pasión que su esposo tiene por el baile y le pide que le enseñe a bailar. Finalmente, Sugiyama es invitado a la fiesta de despedida de Mai que se está yendo a Blackpool. En la fiesta Mai invita a bailar a Sugiyama preguntándole: "Shall we dance?"

## Recepción
Shall We dansu? tiene una calificación de 93% en Rotten Tomatoes (Fresh:28 Rotten: 2). Roger Ebert indicó en el Chicago Sun Times que Shall We dansu? es "one of the more completely entertaining movies I've seen in a while—a well-crafted character study that, like a Hollywood movie with a skillful script, manipulates us but makes us like it." ("una de las películas de más entretenidas que he visto en mucho tiempo, con personajes bien elaborados que, y que, de la misma forma que las películas de Hollywood, con un guion magistral nos manipula, pero al mismo tiempo nos gusta .") El crítico Pablo Tatara señaló que "It isn't really fair to suggest that the movie's main subject is dance, though. As much as anything else, it's about the healing powers (and poetry) of simple self-expression."  ("en realidad no es justo sugerir que tema principal de la película es la danza, sin embargo. por más que cualquier otra cosa, se trata de los poderes curativos (y poesía) de la simple auto-expresión"). 
La película fue un éxito en Estados Unidos, donde ganó cerca de $9.7 millones.

## Premios
Shall We Dansu? ganó Mejor Mejor Actor, Mejor Actriz, Mejor Dirección de Arte, Mejor Cinematografía, Mejor Director, Mejor Edición, Mejor Película, Mejor Iluminación, Mejor Música, Mejor Guion, Mejor Sonido, Mejor Actor de Reparto: en los Premios de la Academia japonesa.

## Versiones
El corte teatral de EE. UU. corta 26 escenas de la versión original en japonés, lo que reduce el tiempo de ejecución de 136 minutos a 119 minutos. Además, la narración en off al comienzo de la película es diferente: la versión japonesa introduce la historia de los bailes de salón en Europa, mientras que la versión americana explica que el baile de salón es considerado vergonzoso por algunos japoneses, debido a las normas culturales. Por último, los subtítulos se incluyen ciertas explicaciones de la cultura japonesa que no están en el original japonés.
Las versiones en DVD de EE. UU. y Europa tienen el mismo formato.

## Versión estadounidense
En 2004 se estrenó una película con el mismo título: Shall We Dance?. Entre el reparto están: Richard Gere, Susan Sarandon y Jennifer López